# Drum național 7A
Der Drum național DN7A (rumänisch für „Nationalstraße 7A“, kurz DN7A) ist eine Nationalstraße in Rumänien.

## Verlauf

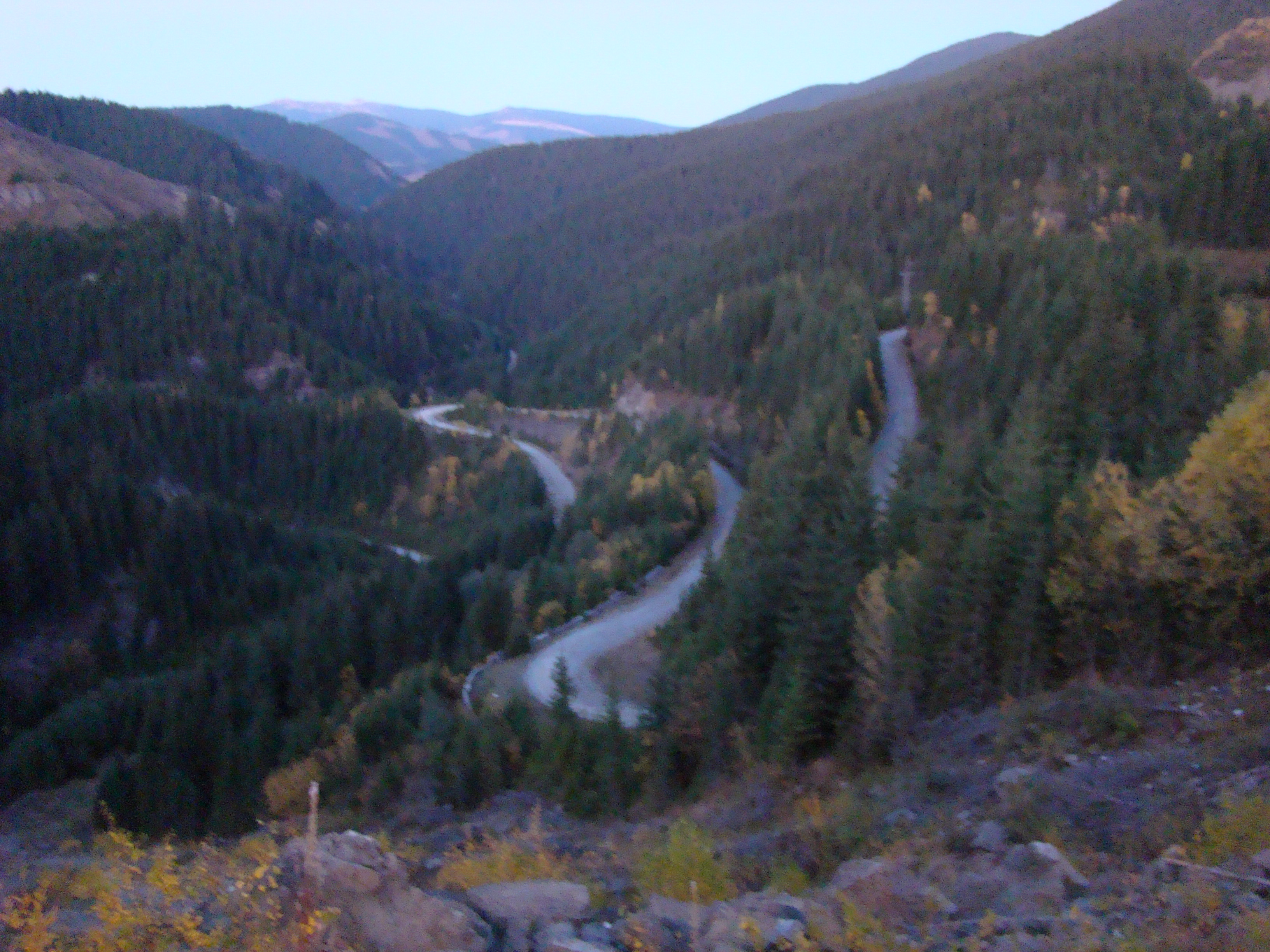
Die DN 7A

Die Straße zweigt in der Katastralgemeinde Văratica der Kleinstadt Brezoi in nordwestlicher Richtung von der Drum național 7 (Europastraße 81) ab und verläuft durch die Transsilvanischen Alpen im Tal des Lotru (Lauterbach) über Voineasa zu dem auf einer Höhe von 1289 m gelegenen Vidra-Stausee (Barajul Vidra), kreuzt in ihrem weiteren Verlauf bei der Häusergruppe Obârșia Lotrului die als Transalpina bekannte Nationalstraße 67C, überschreitet am Groapa Seacă-Pass (Höhe 1575 m) die Grenze zwischen den Kreisen Vâlcea und Hunedoara und führt weiter zu der Stadt Petroșani, wo sie auf die Drum național 66 (Europastraße 79) trifft und an dieser endet.
Die Länge der Straße beträgt 108 Kilometer.